# Justin Edwards
Justin Te'jon Edwards (Filadélfia, 16 de dezembro de 2003) é um jogador norte-americana de basquete profissional que atualmente joga no Philadelphia 76ers da National Basketball Association (NBA) e no Delaware Blue Coats da G-League.
Ele jogou basquete universitário pelo Kentucky Wildcats.

## Início da vida e carreira no ensino médio
Edwards cresceu na Filadélfia, Pensilvânia, e frequentou a Imhotep Institute Charter High School. Ele ajudou a Imhotep a conquistar o título da cidade da Filadélfia como calouro. Em sua terceira temporada, Edwards teve médias de 18,3 pontos e 8,3 rebotes e liderou a equipe para o título estadual. Em sua última temporada, ele teve médias de 17,9 pontos e 7,5 rebotes e a equipe conquistou novamente o título estadual, sendo nomeado Mr. Pensilvania.

### Recrutamento
Edwards foi um recrutamento unânime de cinco estrelas e um dos principais jogadores da classe de 2023, de acordo com os principais serviços de recrutamento. Ele foi classificado como o recrutamento número 1 do país pela ESPN em janeiro de 2023. Em 25 de julho de 2022, Edwards se comprometeu a jogar basquete universitário pela Universidade de Kentucky.

## Carreira universitária
Edwards se matriculou na Universidade de Kentucky em junho de 2023. Ele teve médias de 8,8 pontos e 3,4 rebotes em 32 jogos disputados durante sua temporada de calouro. Após a temporada, ele se declarou para o draft da NBA de 2024.

## Carreira profissional
Após não ser selecionado no draft da NBA de 2024, Edwards assinou um contrato de duas vias com o Philadelphia 76ers e com o Delaware Blue Coats da G-League em 4 de julho de 2024.

## Estatísticas da carreira

### Universitário
| Ano     | Equipe   | PJ | PT | MPJ  | AP   | 3P   | LL   | RT  | AS | BR | TO | PPJ |
| ------- | -------- | -- | -- | ---- | ---- | ---- | ---- | --- | -- | -- | -- | --- |
| 2023–24 | Kentucky | 32 | 30 | 21.4 | .486 | .365 | .776 | 3.4 | .9 | .9 | .2 | 8.8 |